# Sikkim
Sikkim (Devanagari: सिक्किम) is een deelstaat van India, gelegen in het Himalayagebergte in het noordelijke deel van het land. De staat heeft 610.577 inwoners (2011), waarmee het de dunstbevolkte staat van India is. Met een oppervlakte van 7096 km² is het tevens de op een na kleinste. De hoofdstad en grootste stad van Sikkim is Gangtok.

## Geschiedenis
Eind 18e eeuw was er een oorlog tussen Sikkim en het Koninkrijk Gorkha. In 1791 zond de Mantsjoe monarchie troepen om Tibet te verdedigen en Sikkim te hulp te schieten. Hierna werd Sikkim onderdeel van het Chinese tribuutsysteem.
Sikkim was een onafhankelijke staat die door de Chögyal-monarchie werd geregeerd tot 1975, toen een referendum om het tot de tweeëntwintigste staat van India te maken werd aangenomen.
Hoewel Sikkim in 1975 opgenomen werd in de Indiase staat, zag de overheid van Volksrepubliek China het gebied nog lange tijd als een onafhankelijk koninkrijk. In 2003 werd officieel diplomatiek bevestigd dat Sikkim een Indiase deelstaat is en voor de tweede keer dat Tibet een Autonome Regio van de Volksrepubliek is (de eerste bevestiging was in 1953). Tegenwoordig worden veel landkaarten in de Volksrepubliek nog steeds gedrukt waarbij je een landsgrens ziet tussen Sikkim en India, de Volksrepubliek China, Bhutan en Nepal. Op 6 juli 2006 werd bij de Himalayabergpas een  handelspost opgericht in het grensgebied.
Op 18 september 2011 werd Sikkim getroffen door een aardbeving met de grootte van 6.9 Mw. Er vonden minstens 116 mensen de dood in Sikkim, Nepal, Bhutan, Bangladesh en de Tibetaanse Autonome Regio. Hiervan waren zestig mensen Sikkims. De stad Gangtok heeft door de aardbeving grote schade ondervonden.

## Geografie
De bescheiden staat Sikkim ligt geïsoleerd aan de rand van India. Het grenst in het zuiden aan de Indiase deelstaat West-Bengalen, meer bepaald de districten Darjeeling en Kalimpong. Verder grenst Sikkim aan Nepal in het westen, aan de Volksrepubliek China met de Tibetaanse Autonome Regio in het noorden en het oosten en aan Bhutan in het zuidoosten. De grensovergang met China bevindt zich in de bergpas Nathu La.
Ondanks zijn kleine oppervlakte is Sikkim geografisch divers, ten gevolge van zijn ligging bij de uitlopers van de Himalaya. Het klimaat is tropisch in het zuiden en toendra in het noorden. De derde hoogste berg van de wereld, de Kanchenjunga, ligt in Sikkim.

## Bevolking
De officiële taal is Nepalees en de overheersende godsdiensten zijn hindoeïsme en Vajrayana boeddhisme.
De bevolking van Sikkim bestaat uit verschillende etnische groepen, met eigen taal, eigen gebruiken, gewoontes en specifieke tradities en cultuur.
De Lepcha’s zijn de oorspronkelijke bewoners van Sikkim. Lepcha’s hadden een animistisch geloof dat later vermengde met het boeddhisme.
De Bhutia’s vestigden zich later in Sikkim. Oorspronkelijk komen zij uit Tibet. Hun taal is een dialect van het Tibetaans. Veel tradities en gebruiken zoals muziek, dans, ceremonies etc. komen ook in Tibet voor.
Ook uit Nepal kwamen Nepalese etnische groepen naar Sikkim. Hier voegden zij zich met de andere volken maar hebben allemaal hun unieke karakter kunnen behouden. De andere etnische Nepalese groepen zijn: Tamang, Chettri, Rai, Gurung, Sherpa, Subba.

## Natuur en toerisme
Sikkim is een van meest bezochte staten van India geworden ten gevolge van zijn reputatie van ongerepte natuurschoonheid en politieke stabiliteit.
De orchidee Dendrobium nobile is de officiële bloem van Sikkim.
In Sikkim ligt het Boeddhapark van Ravangla met een groot Boeddhabeeld.

## Bestuurlijke indeling
Sikkim is bestuurlijk onderverdeeld in vier districten. Hieronder volgt een lijst van de districten, met de hoofdplaatsen tussen haakjes:
| 1. Oost-Sikkim (Gangtok) 2. Noord-Sikkim (Mangan) 3. Zuid-Sikkim (Namchi) 4. West-Sikkim (Geyzing) |